# Herz Jesu (Oberhausen-Sterkrade)

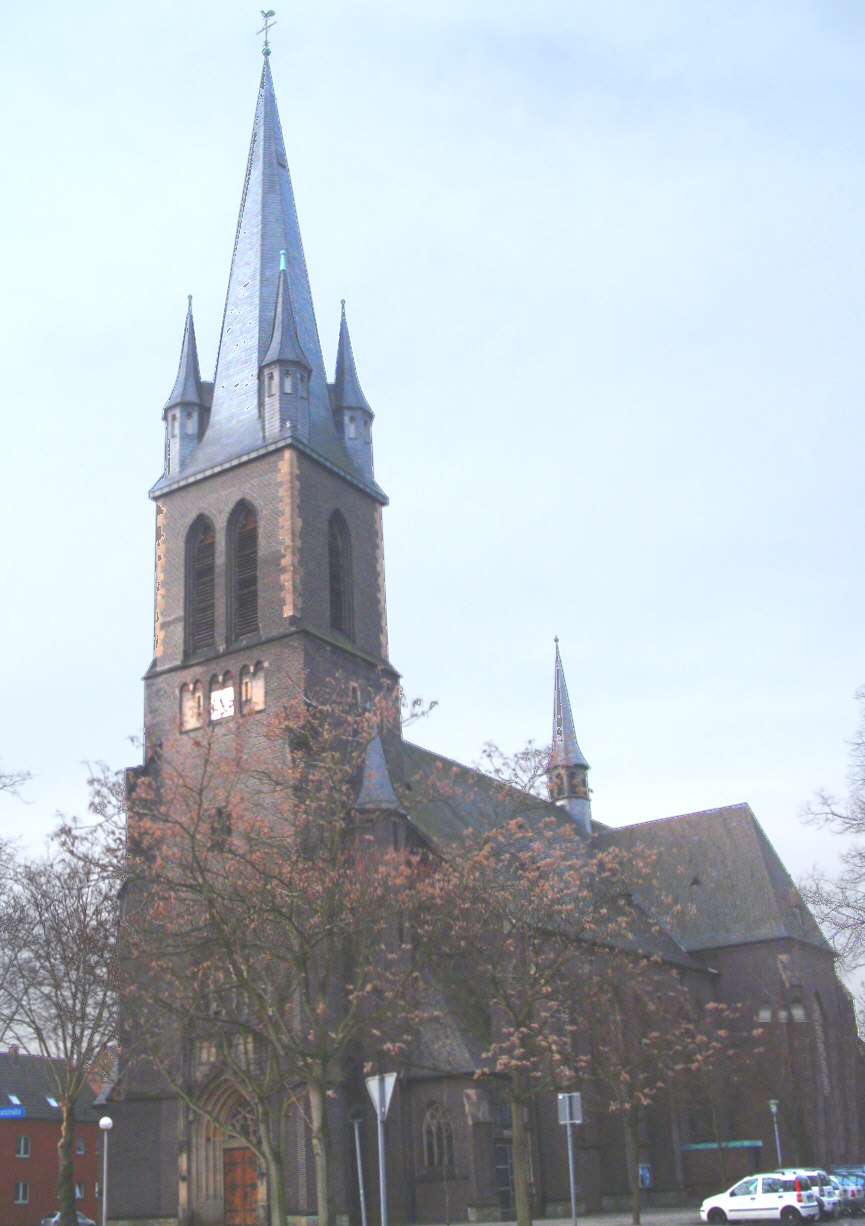
Herz-Jesu-Kirche Oberhausen-Sterkrade

Die Herz Jesu-Kirche Oberhausen-Sterkrade, auch genannt Herz Jesu Sterkrade (nicht zu verwechseln mit der gleichnamigen Pfarrkirche Herz Jesu in der Oberhausener Altstadt), ist eine dem Heiligsten Herzen Jesu geweihte neugotische ehemalige Pfarrkirche im Ortsteil Alsfeld (Oberhausen) des Oberhausener Stadtbezirkes Sterkrade. Seit einer Fusion von Pfarreien im Jahre 2007 ist sie eine der Filialkirchen der katholischen Pfarrei St. Clemens.

## Lage
Die Kirche liegt am Postweg in Oberhausen-Sterkrade. Daneben steht das nach dem ehemaligen Pfarrer und Dechanten Paul Heitvogt († 1991) benannte Gemeindehaus. Das einstige Pastorat wurde im März 2025 abgerissen.

## Geschichte
Am 25. Januar 1903 beschloss der Kirchenvorstand der Pfarrei St. Clemens in Sterkrade aufgrund gestiegener Gläubigenzahlen, im nördlichen Bereich des Pfarrgebietes eine neue Kirche zu bauen. Ein Jahr später wurde ein Kirchbauverein gegründet. Ursprünglich als zweischiffige Kirche geplant, beschloss der Kirchenvorstand 1905, eine dreischiffige Kirche zu bauen, und beauftragte den Düsseldorfer Architekten Caspar Clemens Pickel mit der Planung. Pickel hatte in Oberhausen bereits die Liebfrauenkirche mit Kapuzinerkloster in Sterkrade sowie die St.-Josef-Kirche in Buschhausen realisiert. Am 14. August 1905 wurde die genaue Lage der Kirche festgelegt und mit den Bauarbeiten begonnen, rund zwei Monate später, am 15. Oktober 1905, erfolgten Grundsteinlegung sowie Benediktion durch den Sterkrader Pfarrer Wilhelm Kranenburg. Die Einsegnung der fertiggestellten Kirche fand am 6. Oktober 1907 durch den Meidericher Dechanten Sprenger statt. An diesem Tag wurden auch die erste Heilige Messe in der Kirche gehalten und der erste Rektor, Bernhard Mehring, eingeführt.
Der Kirchenvorstand von St. Clemens beschloss am 22. März 1908 die Abpfarrung von der Mutterpfarre und legte die Grenzen der neuen Pfarre fest. Das Fest der Pfarrerhebung wurde am 21. November 1909 gefeiert, gleichzeitig wurde der bisherige Rektor, Bernhard Mehring, als Pfarrer von Herz Jesu eingeführt. Die Konsekration der Kirche vollzog Weihbischof Everhard Illigens aus Münster am 14. Juli 1907. Vor Gründung des Bistums Essen im Jahr 1957 gehörte die Pfarrei zum Bistum Münster.
Die Kirche wurde während des Zweiten Weltkriegs schwer beschädigt, aber wieder in ihrer ursprünglichen Form aufgebaut. Im Jahr 1949 kamen erste Überlegungen für eine Filialkirche im Alsfeld auf, ein entsprechender Beschluss zur Errichtung einer Kirche (St. Pius) wurde jedoch erst im November 1959 gefasst. Die Abspaltung von St. Pius als Rektoratspfarre erfolgte am 1. Juli 1962.
Am 5. Februar 1977 wurde der von dem Künstler Gottfried Kappen (1906–1981) aus Savonnières gestaltete Zelebrationsaltar von Weihbischof Julius Angerhausen geweiht. Im Altar befinden sich die Reliquien der Heiligen Anastasius und Probus. Von Gottfried Kappen stammt auch der aus Polyester gestaltete Kreuzweg. Der Tabernakel und der inzwischen ersetzte Ambo wurden von der Düsseldorfer Künstlerin Maria Fuss gestaltet.
Im April 2004 wurde die 1962 abgepfarrte Gemeinde St. Pius wieder in die Pfarrei Herz Jesu zurückgegliedert. Mit Errichtung der Großpfarrei St. Clemens im Rahmen der Neustrukturierung des Bistums Essen 2007 verlor auch Herz Jesu den Status einer Pfarrei und ist seitdem Gemeindekirche innerhalb der Großpfarrei St. Clemens. In der Kirche St. Pius wurde am 13. Januar 2008 gemeinsam mit Bischof Felix Genn letztmals die Heilige Messe gefeiert, anschließend wurden die noch in der Kirche vorhandenen Reliquien des Namensgebers, Papst Pius X., sowie des Hl. Bonifatius in die Herz-Jesu-Kirche überführt. Inzwischen wurde das Kirchgebäude von St. Pius abgerissen, an seiner Stelle sind Wohnungen entstanden.
Die letzten Umbauarbeiten in der Herz-Jesu-Kirche fanden 2007 vor Bildung der Großpfarrei statt. Dabei wurden der Altar verkleinert und umgesetzt sowie der Altarraum umgestaltet und die Beleuchtung erneuert. Aus den durch die Altarverkleinerung übrig gebliebenen Stücken wurden Sedilien und ein neuer Ambo geschnitten.
Zur Gemeinde Herz Jesu gehörten Ende 2014 5.294 Katholiken, womit sie die zweit-einwohnerstärkste Gemeinde in der Pfarrei St. Clemens ist, die 32.578 Katholiken zählte. In der Kirche finden überdurchschnittlich viele Taufen und Erstkommunionen statt – bei der letzten Erhebung 2014 hatte Herz Jesu sogar die drittgrößte Zahl an Erstkommunionkindern unter den Kirchen im Bistum (zweitgrößte in der Stadt Oberhausen).

## Liste der Priester
Hier werden alle Rektoren, Pfarrer und Pastoren von Herz Jesu Sterkrade aufgelistet.
| Wirkungszeit | Titel               | Name                        | Bemerkungen |
| ------------ | ------------------- | --------------------------- | --- |
| 1907–1909    | Rektor              | Bernhard Mehring            | |
| 1909–1913    | Pfarrer             | Bernhard Mehring            | Den Titel „Pfarrer“ erhielt er „nach“ mit der Erhebung von Herz Jesu Sterkrade zur Pfarrei. Mehring wechselte im Oktober 1913 als Pfarrer nach St. Marien (Ahlen). |
| 1913–1919    | Pfarrer             | Anton Holz                  | Holz verzichtete 1919 aus gesundheitlichen Gründen auf die Pfarrstelle und zog sich in ein Krankenhaus nach Oelde zurück, wo er am 5. Mai 1919 verstarb. Er wurde in der Priestergruft auf dem Friedhof an der Wittestraße in Oberhausen-Sterkrade begraben. |
| 1919–1937    | Pfarrer             | Alfons Beurschgens          | Beurschgens war zuvor Kaplan an St. Peter (Duisburg-Marxloh). Er ließ sich 1937 aus gesundheitlichen Gründen in den Ruhestand versetzen. |
| 1937–1957    | Pfarrer             | Wilhelm Awick               | Awick war von 1915 bis 1919 bereits Pfarrer der angrenzenden Pfarrei St. Barbara Oberhausen-Königshardt. Er starb am 14. Dezember 1960 und wurde in der Priestergruft auf dem Friedhof an der Wittestraße in Oberhausen-Sterkrade begraben; auf dem Grabstein steht der Name Wilhelm Awik, ohne „c“.                                                                                  |
| 1957–1968    | Pfarrer             | Franz Scheulen              | Scheulen war zuletzt Pfarrer im Ruhestand in Bad Aibling. Dort verstarb er am 10. August 1987. |
| 1968–1991    | Pfarrer und Dechant | Paul Heitvogt               | Nach Dechant Heitvogt wurde das Gemeindeheim an der Inselstraße benannt. Er starb am 15. Juli 1991 im Amt und wurde in der Priestergruft auf dem Friedhof an der Wittestraße in Oberhausen-Sterkrade begraben. |
| 1991–2010    | Pfarrer             | Norbert Ghesla              | Nach der Eingliederung von Herz Jesu Sterkrade in die Großpfarrei St. Clemens Sterkrade im Jahre 2007 war Norbert Ghesla weiterhin Pastor an Herz Jesu, bevor er 2010 Pfarrer an St. Laurentius (Steele) in Essen wurde. |
| 2010–2011    | Pastor              | Ralph Eberhard Brachthäuser | Brachthäuser war zuvor Pastor an der Heilig-Kreuz-Kirche (Gladbeck). Er wurde im August 2011 durch Bischof Franz-Josef Overbeck vorübergehend suspendiert. Später war er Krankenhausseelsorger am Katholischen Klinikum Essen. |
| 2011–2020    | Pastor              | Arun Jan Mathur             | Mathur war zuvor Pastor an St. Gabriel (Duisburg). Er wurde 2020 an die Pfarrei St. Laurentius in Essen-Steele versetzt. Im Jahr 2021 kehrte er als Pastor nach Oberhausen zurück, jedoch nicht mit ausdrücklicher Zuweisung an die Gemeinde Herz Jesu, als Pastor in der Großpfarrei St. Clemens Sterkrade insgesamt. Seit Mitte 2024 ist er vom priesterlichen Dienst freigestellt. |

## Orgel
Nachdem die ursprüngliche Orgel im Jahr 1969 unbespielbar geworden war, wurde durch die Orgelbaufirma Franz Breil eine neue Orgel errichtet, die am 20. April 1975 eingeweiht wurde. Sie steht an einer für Kirchen eher ungewöhnlichen Stelle hinter dem Zelebrationsaltar in der Apsis der Kirche.
Die Orgel verfügt über einen frei stehenden Spieltisch und 38 klingende Register auf drei Manualen und Pedal. Damit hat das Instrument über 2488 Pfeifen, die größte ist knapp 5 Meter hoch, die kleinste nur wenige Zentimeter. Die Spieltrakturen sind mechanisch, die Registertrakturen und Koppeln sind elektrisch.
| I Hauptwerk C–g3 |       |
| Gedacktpommer    | 16′   |
| Prinzipal        | 8′    |
| Rohrflöte        | 8′    |
| Oktave           | 4′    |
| Gedacktflöte     | 2′    |
| Nasat            | 2 ⁄3′ |
| Oktave           | 2′    |
| Mixtur 5fach     | 2′    |
| Trompete         | 8′    |

| II Schwellwerk C–g3 |        |
| Holzgedackt         | 8′     |
| Gamba               | 8′     |
| Gedackt             | 8′     |
| Schwebung           | 8′     |
| Prinzipal           | 4′     |
| Traversflöte        | 4′     |
| Schwiegel           | 2′     |
| Terz                | 1 3⁄5′ |
| Nasat               | 1 ⁄3′  |
| Sifflöte            | 1′     |
| Mixtur IV           | 1 ⁄3′  |
| Trompete            | 16′    |
| Basson              | 16'    |
| Trompette           | 8'     |
| Hautbois            | 4'     |
| Tremulant           |        |

| III Kronpositiv C–g3 |       |
| Metallgedackt        | 8′    |
| Praestant            | 4′    |
| Blockflöte           | 4′    |
| Prinzipal            | 2′    |
| Quinte               | 1 ⁄3′ |
| Zimbel III           | 1⁄2′  |
| Krummhorn            | 8′    |
| Tremulant            |       |

| Pedal C–f1     |     |
| Prinzipal      | 16′ |
| Subbass        | 16′ |
| Oktavbass      | 8′  |
| Rohrpommer     | 8′  |
| Choralbass     | 4′  |
| Nachthorn      | 2′  |
| Pedalmixtur IV | 2′  |
| Posaune        | 16′ |
| Basstrompete   | 8′  |

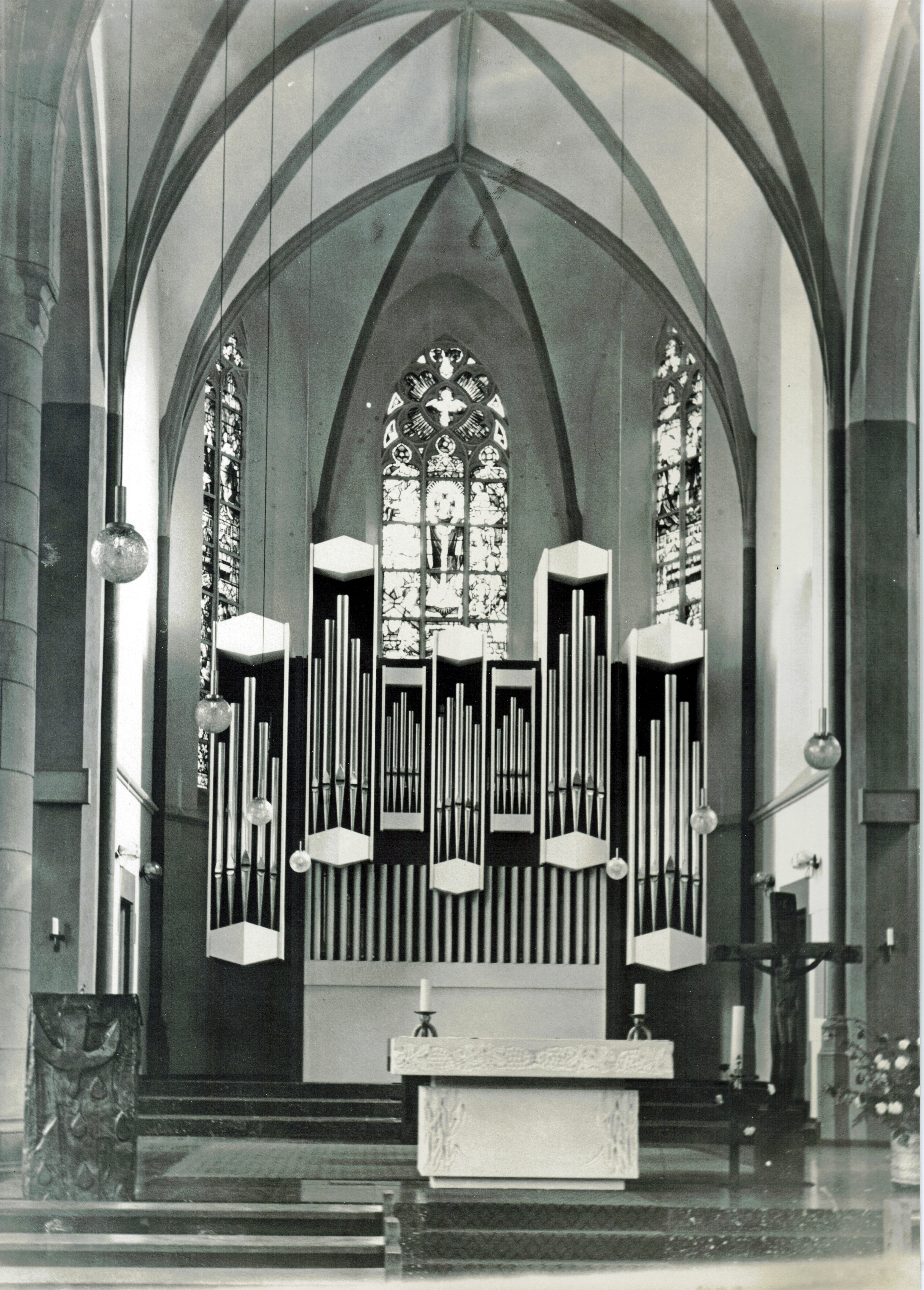
Innenansicht des Chorraumes vor dem Umbau 2007 mit dem Prospekt der Breil-Orgel

- Koppeln: I/II, I/III, I/P, II/P, III/P
- Spielhilfen: 2 freie Kombinationen, 1 freie Pedalkombination, Pleno, Zungenabsteller

## Trivia
Von 1923 bis 1925 hatte der Biograph und Schriftsteller Wilhelm Hünermann seine erste Kaplansstelle in Herz Jesu Oberhausen-Sterkrade.
Die Hochschullehrerin und Organistin Sieglinde Ahrens hat 1984 an der Breil-Orgel die Sonntagsmusik des tschechischen Komponisten Petr Eben eingespielt.
Eine der drei Glocken im Turm der Herz Jesu Kirche stammt aus dem Jahr 1688 aus der Glockengießerei Michael Abraham Sievert in Görlitz. Ursprünglich war sie für die St. Maternus Kirche im niederschlesischen Liebenthal bestimmt. Hierauf weist auch die Inschrift Der heilige Maternus, Bischof und Patron dieser Kirche hin. Über das Glockenlager in Hamburg gelangte die 1,4 Tonnen schwere Glocke zunächst als Leihglocke nach Oberhausen, wo sie sich bis heute befindet.
Das Fenster im Beichtraum sowie das Fenster im Turm wurden vom niederländischen Künstler Henk Schilling gestaltet.